# Obična čančara
Obična čančara (latinski: Testudo hermanni) vrsta je kornjače iz roda Testudo unutar porodice Testudinidae. 
Izuzetno je značajna i zakonom zaštićena vrsta hrvatske faune. Naseljava razmjerno usko i isprekidano područje europskog dijela Sredozemlja: jugoistok Španjolske i Baleare, južnu Francusku i Korziku, središnju i južnu Italiju, Siciliju i Sardiniju, obalna područja Hrvatske, Crne Gore, Albanije i Grčke, te dijelove Bosne i Hercegovine, Bugarske i Rumunjske.
U Hrvatskoj je česta u području Dalmacije do sjeverozapadne granice Zadar – Novigrad – Obrovac. Sjeverozapadno, uzduž Velebita, na otocima Rabu, Cresu i Krku, čančara je puno rjeđa. U kontinentalnim predjelima Hrvatske prirodno ne dolazi. Nalazimo je na prostoru od Konavala do doline Neretve i na otocima. 
U okviru populacija koje naseljavaju Balkanski poluotok razlikuju se dvije podvrste, nominalna Testudo hermanni hermanni (Gmelin, 1789.) i Testudo hermanni boettgeri (Mojsisovics, 1889.). Relativno je lako međusobno razlikovati ove dvije podvrste; treba samo pogledati oblike koloracije na plastronu. Kod podvrste Testudo hermanni hermanni tamnija pigmentacija je cjelovitija i pokriva veću površinu plastrona, dok je kod Testudo hermanni boettgeri ona dosta slabije izražena s većim nepigmentiranim prostorom u središnjem dijelu plastrona.

## Životni prostor i način života
Ova vrsta kornjače primarno voli svakojako povrće, rijetko se zna dogoditi da pojede kakvog crva ili puža. U zatočeništvu najčešće jede salate i voće. Može izdržat bez hrane čitave tjedne. 
Žive pojedinačno, partnere traže samo u vrijeme parenja. Rastu vrlo sporo, ali zato imaju dugi životni vijek. Neobično je otporna te izuzetno dobro preživljava razne ozljede.
Obična čančara živi po suhim, kamenitim, grmljem obraslim toplim predjelima mediteranskog područja. Najčešća je po travnatim kamenjarskim ravnicama, gdje se često susreće po rubovima maslinjaka, šikara i na obradivim područjima. Rjeđe je možemo naći u brdovitim područjima, dok je iznad 700 m vrlo rijetka. Izbjegava ekstremne temperature, zimsko razdoblje u stanju mirovanja provodi plitko zakopana pod zemljom. Prije nego što dobro zahladi, a to je obično krajem listopada, čančara u zemlji iskapa rupu u kojoj će dočekati tople proljetne dane. Iz zimskog se sna budi u ožujku i travnju, kada pronalazi partnera za parenje. Parenje se odvija u lipnju, kada ženke proizvode posebne mirise, kojima privlače mužjaka.
Iako su inače vrlo miroljubljivi, mužjaci u vrijeme parenja postaju vrlo ratoborni. Kao pravi hrvači, suparnici nastoje jedan drugoga prevrnuti na leđa. U međusobnoj potjeri znaju se i satima sukobljavati u tako žestokoj borbi. Pobijeđeni će dugo mlatarati nogama dok mu ne uspije osoviti se. Kornjače grizu bezubim čeljustima kao oštrim kljunom.

## Razmnožavanje
Čančare se pare neposredno nakon zimskog sna, u lipnju. Kada mužjak osjeti potrebu za parenjem, krene u potragu za odgovarajućom ženkom. U vrijeme parenja spremne ženke ispuštaju osobite mirise, raspoznatljive samo čančarama, pomoću kojih ih mužjaci mogu lakše pronaći.
Nakon što pronađe pogodnu ženku započinje ritual parenja. Mužjak najprije započne njušiti i povremeno lagano grickati ženku, nakon čega ona obično počinje trčati pred njim. Nakon nekog vremena ženka zastane, a mužjak joj ponovno počne grickati prednje noge i glavu, koje ona uvlači u oklop kako bi se zaštitla od njegovih ugriza. Mužjak ovom prilikom zna biti vrlo agresivan, a ugrizi mu često znaju biti vrlo snažni. Cijelo ovo vrijeme mužjak se pokušava spariti s ženkom naskačući joj s leđa. Ako ženka prihvati mužjaka, parenje započinje i tom prilikom mužjak ispušta glasove nalik pištanju, dok se ženka u principu ne glasa. 
Ženke su spolno zrele s 10 godina.
Tijekom parenja ženka se cijelo vrijeme pomalo pomiče prema naprijed, a on ide za njom i naskakuje je. U slučaju da ženka ne odgovara na udvaranje, mužjak zna biti vrlo agresivan prema njoj. U mužjaka se sperma stvara tijekom ljeta i ostaje kroz hibernaciju do sljedećeg proljeća i parenja, a kod ženke se također jaja počinju ljeti razvijati i razvoj im se dovršava na proljeće.
Prije krajnjeg razvoja ljuske ono biva oplođeno. Također, ženka se ne mora svaki puta pariti da bi jaja bila oplođena, jer ima sposobnost čuvanja sperme u sebi do četiri godine. To znači, da čak i ako nema mužjaka oko sebe, može sama oploditi svoja jaja u razdoblju od jedne do tri godine od kada je primila spermu.
Nakon parenja i oplodnje ženka počne tražiti pogodno mjesto za polaganje jaja. Najprije vrhom čeljusti počne pipati zemlju i zagrebavati zemlju prednjim nogama. Kada pronađe neko zaklonjeno, suncu izloženo mjesto u rahloj zemlji započne stražnjim nogama kopati jamicu. U njoj odložava 3 – 15, obično 6 – 8 bijelih ovalnih ili okruglastih jaja, veličine golubljih. Cijeli proces polaganja jaja, od početka kopanja, polaganja i zatrpavanja jamice traje oko 3 sata. Nakon što zatrpa rupu, završavaju njene materinske brige. 
Čančarina jaja ostaju dugo u zemlji; u idealnim uvjetima inkubacija traje između 8 i 11 tjedana (60 do 90 dana), mladunci iz jaja izlaze u rujnu. Što je temperatura zraka niža, to inkubacija dulje traje. Idealna temperatura za inkubaciju je 30 – 31,5 °C i u tim se uvjetima najčešće izliježu mladi miješanih spolova. 
Nakon što dovrši embrionalni razvoj u jaju, mladunci počinju izlaziti van. Obično taj proces traje od 8 do 24 sata. Ponekad svi mladunci ne izađu u isto vrijeme van, neki izađu i dan kasnije. Probijanje iz ljuske jaja i izlazak iz gnjezdišta nisu nimalo lagan zadatak, treba se probiti i kroz sloj zemlje kojim su pokriveni. U svojim prvim trenucima izlaska iz jaja oklop im je skroz zgužvan i naboran od sklupčanog položaja u jajetu. Kada se izlegu, veličine su 30 – 40 mm i sa 6 – 8 g težine prepuštene same sebi, ali jako aktivne i živahne i odmah spremne za samostalan život. Istog se trenutka počnu kretati, a kroz par sati, odnosno dana, oklop im se izravna i svakim danom postaje čvršći. Rastu polako, pa će veličinu svoje roditelje dostići tek za 12 – 15 godina.

## Izgled tijela
Noge su kratke i zdepaste, prsti su srasli zajedno, na prednjim nogama imaju 5, na stražnjim 4 pandže. Oklop je s gornje strane maslinastožut s tamnim šarama, odozdo je sa svake strane crni rub. Nadrepna ili suprakaudalna ploča na stražnjoj strani oklopa je uvijek podijeljena i prema tome parna. Na vrhu repa je oštar šiljak, dostiže dužinu oklopa od 12 – 20 cm, dok ženke Testudo hermanni boettgeri mogu narasti do 25 cm duljine.

## Položaj i zaštita
Čančara je ozbiljno ugrožena promjenama koje je čovjek izazvao u okolišu, naročito na poljoprivrednim površinama koje se obrađuju pomoću mehanizacije, izlovljavanjem i prodajom na crnom tržištu i požarima. Čančare su zaštićene na nacionalnoj i internacionalnoj razini (CITES Appendix II, EEC C1, Bernska konvencija Appendix B). Čančare iz Hrvatske često su predmet ilegalne trgovine, jedan od izuzetno loših primjera je sjeverna Dalmacija, gdje se nerijetko čančare, uz same ceste, uz voće i povrće nude strancima na prodaju.
Još u travnju 1965. tadašnji Republički zavod za zaštitu prirode SR Hrvatske donio je Rješenje o zaštiti obične čančare. Prema Zakonu o zaštiti prirode zabranjeno je običnu čančaru uznemiravati te izdvajati iz njenih prirodnih obitavališta. Strogo je zabranjeno prikupljanje kornjače čančare i njenih jaja. Hvatanje čančare u znanstvene svrhe iznimno je dozvoljeno samo uz prethodnu suglasnost Republičkog zavoda za zaštitu prirode. Uništavanjem obične čančare nanosi se nenadoknadiva šteta našoj zavičajnoj fauni. Stoga treba najenergičnije reagirati na svaki pokušaj uništavanja ove vrste.
U Republici Hrvatskoj čančara je zakonom zaštićena vrsta životinje. Zaštita je određena Pravilnikom o zaštiti pojedinih vrsta gmazova (Reptilia), Državne uprave za zaštitu kulturne i prirodne baštine, temeljem članka 13. stavka 2. Zakona o zaštiti prirode ("Narodne novine" br. 30/94 i 72/94). Prema ovom zakonu pojedina biljna i životinjska vrsta koja ima zaštitu Države je vrsta koja je ugrožena ili rijetka. Strogo je zabranjena svaka radnja kojom je se ometa i uznemiruje u njenom prirodnom životu i slobodnom razvoju (rastjerivanje, proganjanje, hvatanje, držanje, ozljeđivanje i njegovo ubijanje te oštećivanje njihovih, gnijezda ili legla i obitavališta). Zabranjeno je i prikrivanje, prodaja, kupnja i otuđivanje ili pribavljanje na drugi način zaštićene biljke i životinje, kao i njegovo prepariranje. Za svaku prouzročenu štetu nedopuštenim radnjama u odnosu na ovu zaštićenu životinjsku vrstu, a prema članku 1. Pravilnika o visini naknade štete prouzročene nedopuštenom radnjom na čančari utvrđena je kazna u visini od 4000,00 kn.

## Vanjke poveznice
- Projekti zaštite vrste
  - Španjolska
  - Francuska  Arhivirana inačica izvorne stranice od 20. travnja 2007. (Wayback Machine)
  - Korzika
  - Italija
  - Grčka  Arhivirana inačica izvorne stranice od 11. lipnja 2007. (Wayback Machine)

### Ostali projekti
|  | Zajednički poslužitelj ima stranicu o temi Obična čančara |
|  | Wikivrste imaju podatke o taksonu Testudo hermanni        |